# Società Polisportiva Monselice 1980-1981
Questa pagina raccoglie le informazioni riguardanti la Società Polisportiva Monselice nelle competizioni ufficiali della stagione 1980-1981.

## Stagione
Nella stagione di Serie C2 1980-1981 la Polisportiva Monselice affronta il suo terzo campionato professionistico piazzandosi, al 15º posto. In campionato affronta il Padova venendo sconfitto 4-0 al ritorno, mentre all'andata la partita terminò 0-0. All'inizio della stagione lo storico allenatore Mauro Gatti, viene sostituito dal debuttante (tra i professionisti), Edoardo Reja.

## Divise
La divisa del Monselice era composta da una maglia rossa, calzoncini bianchi, calzettoni bianco-rossi.
| 1º | 2º | 3º |

## Organigramma societario
Area direttiva
- Presidente: Vittorio Brunello
- General manager: Giuseppe Galtarossa
- Segretario: Feliciano Fabris

Area tecnica
- Allenatore: Edoardo Reja

## Rosa
| N. |                   | Ruolo | Calciatore         |
| -- | ----------------- | ----- | ------------------ |
|    | Italia (bandiera) | C     | Alfredo Bernardini |
|    | Italia (bandiera) | P     | Gino Bertuzzi      |
|    | Italia (bandiera) | A     | Nicola Cavestro    |
|    | Italia (bandiera) | D     | Luigi Cozza        |
|    | Italia (bandiera) | C     | Mauro Cuccato      |
|    | Italia (bandiera) |       | Cumani             |
|    | Italia (bandiera) | P     | Nico Facciolo      |
|    | Italia (bandiera) | P     | Loris Favaro       |
|    | Italia (bandiera) | A     | Enrico Ferrari     |
|    | Italia (bandiera) | C     | Stefano Fiori      |
|    | Italia (bandiera) |       | Guerra             |
|    | Italia (bandiera) | C     | Giuseppe Lazzaro   |
|    | Italia (bandiera) | C     | Daniele Marola     |

| N. |                   | Ruolo | Calciatore       |
| -- | ----------------- | ----- | ---------------- |
|    | Italia (bandiera) | D     | Fabio Michielon  |
|    | Italia (bandiera) | A     | Fabio Molon      |
|    | Italia (bandiera) | D     | Luigi Pastò      |
|    | Italia (bandiera) | D     | Maurizio Penello |
|    | Italia (bandiera) |       | Rolandi          |
|    | Italia (bandiera) | C     | Severino Sadocco |
|    | Italia (bandiera) | C     | Luca Sgherri     |
|    | Italia (bandiera) | D     | Francesco Tisato |
|    | Italia (bandiera) | D     | Andrea Trovede   |
|    | Italia (bandiera) | D     | Maurizio Tubaldo |
|    | Italia (bandiera) | C     | Emilio Vendramin |
|    | Italia (bandiera) | C     | Roberto Zorzi    |

## Fonti
- Calciatori panini 1980-1981